# Pretty face
|  | Denne artikel er oprettet af botten PalnaBot ud fra en ekstern database. Den kan derfor have sproglige fejl eller mangler. Denne skabelon kan fjernes efter kontrol af indholdet. |

Pretty face er en film instrueret af Peter Lind.

## Handling
Datteren, hendes syge moder og stedfaderen, de ringer efter natlægen. 100 % kærlighed, had, kunst og mord. En historie, der fortæller om det her i livet, der virkelig gælder.